# Fimbristylis nigritana
Fimbristylis nigritana är en halvgräsart som beskrevs av Charles Baron Clarke. Fimbristylis nigritana ingår i släktet Fimbristylis och familjen halvgräs. Inga underarter finns listade i Catalogue of Life.